# (73701) Siegfriedbauer
(73701) Siegfriedbauer est un astéroïde de la ceinture principale.

## Description
(73701) Siegfriedbauer est un astéroïde de la ceinture principale. Il fut découvert le 3 octobre 1991 à Tautenburg par Freimut Börngen et Lutz Dieter Schmadel. Il présente une orbite caractérisée par un demi-grand axe de 2,43 UA, une excentricité de 0,09 et une inclinaison de 3,3° par rapport à l'écliptique.